# سیواس (فیلم)
سیواس (انگلیسی: Sivas) فیلم درام ترکی محصول سال ۲۰۱۴ به کارگردانی کاآن موژدَجی (خاقان مژده چی) می‌باشد.

## جوایز
- تقدیر ویژه دوازدهمین دوره جشنواره بین‌المللی فیلم زردآلوی طلایی ایروان